# Darkbloom
Darkbloom é um EP split dos musicistas canadenses Grimes e d'Eon. Foi lançado em 18 de abril de 2011, como um lançamento conjunto pelas respectivas gravadoras de Grimes e d'Eon, Arbutus Records e Hippos in Tanks. Darkbloom foi concebido em conjunto por Grimes e d'Eon, mas gravado separadamente.
Grimes dirigiu o vídeo para "Vanessa" depois de supostamente estar descontente com o vídeo feito para "Crystal Ball". Foi a estreia de Boucher como diretora. Ela também dirigiu e co-estrelou o vídeo de d'Eon para "Transparency". Ambos os vídeos foram lançados no mesmo dia em abril de 2011. O vídeo de Tim Kelly para "Crystal Ball" foi filmado antes, mas foi lançado em maio.

## Recepção crítica
| Críticas profissionais | Críticas profissionais |
| Avaliações da crítica  | Avaliações da crítica  |
| Fonte                  | Avaliação              |
| ---------------------- | ---------------------- |
| Fact                   | 3/5                    |
| Pitchfork              | 7.2/10                 |

## Lista de faixas
Faixas 1–5 performadas, escritas e produzidas por Grimes. Faixas 6–9 performadas, escritas e produzidas por d'Eon.
| Lista de faixas de Darkbloom |                        |         |  |
| N.º                          | Título                 | Duração |  |
| 1.                           | "Ophia"                | 1:09    |  |
| 2.                           | "Vanessa"              | 5:24    |  |
| 3.                           | "Crystal Ball"         | 3:16    |  |
| 4.                           | "Urban Twilight"       | 4:16    |  |
| 5.                           | "Hedra"                | 3:39    |  |
| 6.                           | "Telepathy"            | 3:03    |  |
| 7.                           | "Thousand Mile Trench" | 6:00    |  |
| 8.                           | "Tongues"              | 4:02    |  |
| 9.                           | "Transparency"         | 5:30    |  |
| Duração total:               | Duração total:         | 36:19   |  |

## Créditos
Créditos adaptados do encarte de Darkbloom.
- Grimes – vocais, produção (faixas: 1–5)
- d'Eon – vocais, produção (faixas: 6–9)
- Jasper Baydala – design
- Sebastian Cowan – mixagem
- Sadaf Hakimian – fotografia
- Tyler Los-Jones – capa

## Histórico de lançamento
| País           | Data                | Formato                 | Gravadora(s)     | Ref.   |
| -------------- | ------------------- | ----------------------- | ---------------- | ------ |
| Reino Unido    | 18 de abril de 2011 | Arbutus Hippos in Tanks | Download digital | [ 6 ]  |
| Canadá         | 19 de abril de 2011 | Arbutus Hippos in Tanks | CD               | [ 7 ]  |
| Canadá         | 10 de maio de 2011  | Arbutus Hippos in Tanks | 12"              | [ 8 ]  |
| Canadá         | 17 de maio de 2011  | Arbutus Hippos in Tanks | Download digital | [ 9 ]  |
| Estados Unidos | 17 de maio de 2011  | Arbutus Hippos in Tanks | Download digital | [ 10 ] |